# Selmana
Selmana là một đô thị thuộc tỉnh Djelfa, Algérie. Dân số thời điểm năm 2002 là 14.008 người.